# Mumie
En mumie er en afdød dyre- eller menneskekrop, der er velbevaret, f.eks. på grund af balsamering eller nedsænkning i et meget fugtigt eller tørt miljø. Der er fundet talrige velbevarede moselig i moser og gravhøje, men bedst kendt er nok de balsamerede mumier fra Egypten, hvor både dyr og mennesker blev bevaret som mumier.
Ordet genkendes både i arabisk mumiya (= balsameret krop), af mum (= voks)  og persisk mumia (= asfalt). Laget af olier og voks, som den omviklede mumie blev indsmurt med, for bedre at bevares før den kom i kisten, blev gennem årtusinderne forvandlet til en hård, sort skorpe, der fejlagtigt blev taget for at være asfalt – hvoraf ordet "mumie". Ordet er påvist i skandinaviske sprog tilbage til 1500-tallet, for det meste i medicinske sammenhænge. 
Siden Bram Stokers roman The Jewel of Seven Stars (1903) og Boris Karloff-filmen The Mummy (1932) har gysere om mumier, der bliver levende, været et tilbagevende tema i populærkulturen.